# Візуальна культура
Візуальна культура (англ. Visual Culture) — це частина культури, що виражається у візуальних образах. Багато наукових та академічних галузей вивчають це питання, зокрема культурологія, історія мистецтва, естетика, критична теорія, філософія, медіазнавство та антропологія.
Візуальна культура як академічна дисципліна і галузь досліджень ще не має усталеного терміну і в різних установах та виданнях називається по-різному: візуальна культура, візуальні дослідження, візуальні студії, візуально-культурні студії тощо.
За одним з визначень, культура візуальна — збірне поняття для позначення візуальних феноменів сучасних арт-практик.
Термін «візуалізм» (Visualism) було розроблено німецьким антропологом Йоханнесом Фабіаном для критики домінуючої ролі зору у науковому дискурсі через такі терміни як спостереження. Він вказує, що підхід з використанням візуального уявлення призводить до корпускулярної теорії знань та інформації, що веде до їхнього розпорошення.

## Предметне коло галузі
Серед теоретиків, які займаються питаннями сучасної культури, ця область дослідження часто перетинається з теорією кіно, теорією психоаналізу, сексологією, теорією телебачення. Вона також включає дослідження відеоігор, коміксів, образотворчого мистецтва, перформативних мистецтв і нових медій, реклами в Інтернеті, і будь-яких інших носіїв, де вирішальну роль відіграє візуальний компонент.
Універсальність дисципліни постає через те коло об'єктів, що позначаються терміном «візуальна культура», які породжують «візуальні події, де інформація, зміст або задоволення, що сприймаються споживачем, перетинаються з візуальними технологіями». Під терміном «візуальні технології» розуміється будь-який матеріал чи медіа, що призначені для сприйняття або мають потенціал розширення наших зорових можливостей.
Через зміну технологічних аспектів візуальної культури, а також через похідне від наукового методу бажання створення чітких таксономій і формулювання, що таке «візуальне», багато аспектів візуальної культури перетинаються з вивченням науки і техніки, зокрема гібридних електронних засобів масової інформації, когнітивної науки, неврології, зображення і теорії мозку. В інтерв'ю «Журналу візуальної культури» (Journal of Visual Culture), вчений Мартін Джей підкреслює посилення цього зв'язку між візуальним і технологічним: «оскільки ми живемо в культурі, чиї технологічні досягнення заохочують випуск і поширення таких зображень на досі неймовірному рівня, треба зосередитися на тому, як вони працюють і що вони роблять, а не рухатися повз них занадто швидко до ідей, які вони представляють, або реальності, яку вони зображують. При цьому ми обов'язково повинні поставити питання про ... технологічні медіації та розширення візуального досвіду».

### Зв'язок з іншими областями дослідження
Візуальна культура також може перетинатися з іншими новими областями, наприклад, перформативними дослідженнями. «Поворот від історії мистецтва до досліджень візуальної культури має паралель у повороті від театрознавства до перформативних досліджень», тобто перспективний зсув в обох випадках дуже схожий. 
Існують дослідження, які поєднують візуальну культуру із комп'ютерними методами. Наприклад, у 2008 році, Юкіхіко Йошида провів дослідження під назвою «Лені Ріфеншталь і німецький експресіонізм: дослідження в області візуальних культурних студій з використанням міждисциплінарних семантичних просторів спеціалізованих словників». У дослідженні було використано бази даних зображень із конотативними та денотативними ключовими словами і було виявлено, що зображення, зроблені Ріфеншталь, мали ті ж характеристики, що й зображення з позначками «degenerate» із Виставки дегенеративного мистецтва у 1937 році в Німеччині.

## Історія
Ранні дослідження про візуальну культуру були проведені Джоном Бергером (Ways of Seeing, 1972) та Лаурою Малві (Visual Pleasure and Narrative Cinema, 1975), що випливають із теорії несвідомого погляду Жака Лакана. Піонери ХХ століття, такі як Дьордь Кепеш та Вільям Івінс-молодший, а також знакові феноменологи, як Моріс Мерло-Понті, також відіграли важливу роль у створенні основи для цієї дисципліни. Першою роботою на цю тему в історії мистецтва було дослідження Світлани Алперс «Мистецтво опису: голландське мистецтво у XVII столітті» (1983), де вона перейняла ідею Майкла Баксандалла про вивчення візуальної культури у цілісній області ранньомодерної Європи у всіх її проявах: пейзажному живописі та його сприйнятті, оптиці і досліджень перспективи, географічних і топографічних вимірювань тощо.
Авторами основних праць із візуальної культури є В. Дж. Т. Мітчелл, Грізельда Поллок, Джуліана Бруно, Стюарт Голл, Ролан Барт, Жан-Франсуа Ліотар, Розалінд Краус, Пол Кроутер і Славой Жижек. Наразі ведуться дослідження Лізою Картрайт, Маргаритою Діковитською, Миколою Мірзоєвим і Джекі Стейсі. Перша книга під назвою візуальна культура (Vizuális Kultúra) була написана Полом Міклошем у 1976 році. Для історії науки і техніки Клаус Генчель опублікував системну порівняльну історію, де визначені різні закономірності виникнення, стабілізації та дифузії візуальної культури.
У німецькомовному світі ведуться аналогічні дискусії про «Bildwissenschaft» (дослідження зображень, імагологія) (Готфрід Бем, Ганс Бельтинг, Горст Бредекамп). У франкомовному світі візуальною культурою і візуальними дослідженнями займалися Максим Буаді, Андре Ґюнтер, Ґіль Бартолен [Архівовано 7 лютого 2019 у Wayback Machine.].
Дослідження візуальної культури стають все більш важливими і в релігієзнавстві завдяки роботам Девіда Моргана, Саллі Промей, Джеффрі Ф. Гамбургера та С. Брент-Плейт.

## Відмінність від досліджень зображення
Хоча зображення лишається основним центром уваги у дослідженнях візуальної культури, але тут розглядаються відносини між зображеннями і споживачами, які оцінюються за їхнім культурним значенням, а не просто зображення саме по собі. Мартін Джей уточнює: «хоча зображення всіх видів здавна служили як ілюстрації оповідних аргументів, зростання візуальної культури як поля дозволило розглядати їх у власних термінах, як складні фігурні артефакти або стимулятори візуального досвіду».
Подібно і В. Дж. Мітчелл явно розрізняції ці дві області у своєму твердженні, що дослідження візуальної культури «допомагають нам побачити, що навіть таке широке поняття як зображення не вичерпує області візуальності; візуальні дослідження (visual studies) — це не те ж саме, що дослідження зображення (image studies), тож дослідження зображень є лише одним із компонентів більш широкої галузі».